# Lista de capitais do Brasil por PIB
Esta é uma lista de capitais do Brasil por PIB, isto é, uma lista do produto interno bruto nominal e do produto interno bruto nominal per capita das capitais brasileiras, de acordo com o Instituto Brasileiro de Geografia e Estatística (IBGE). Os dados são referentes ao ano de 2021.

## A lista em 2021
| Capital        | Unidade federativa  | PIB (R$ 1.000) | Posição | PIB per capita (R$) | Posição |
| -------------- | ------------------- | -------------- | ------- | ------------------- | ------- |
| São Paulo      | São Paulo           | 828 980 607    | 1       | 66 872,84           | 3       |
| Rio de Janeiro | Rio de Janeiro      | 359 634 752    | 2       | 53 078,23           | 5       |
| Brasília       | Distrito Federal    | 286 943 782    | 3       | 92 737,27           | 1       |
| Belo Horizonte | Minas Gerais        | 105 829 675    | 4       | 41 818,32           | 10      |
| Manaus         | Amazonas            | 103 281 436    | 5       | 45 782,75           | 8       |
| Curitiba       | Paraná              | 98 003 703     | 6       | 49 907,02           | 6       |
| Porto Alegre   | Rio Grande do Sul   | 81 562 848     | 7       | 54 647,38           | 4       |
| Fortaleza      | Ceará               | 73 436 128     | 8       | 27 164,45           | 20      |
| Salvador       | Bahia               | 62 954 487     | 9       | 21 706,06           | 27      |
| Goiânia        | Goiás               | 59 865 989     | 10      | 38 483,54           | 11      |
| Recife         | Pernambuco          | 54 970 305     | 11      | 33 094,37           | 14      |
| São Luís       | Maranhão            | 36 535 225     | 12      | 32 739,65           | 16      |
| Campo Grande   | Mato Grosso do Sul  | 34 731 151     | 13      | 37 916,06           | 12      |
| Belém          | Pará                | 33 467 126     | 14      | 22 216,33           | 26      |
| Vitória        | Espírito Santo      | 31 423 572     | 15      | 85 035,67           | 2       |
| Cuiabá         | Mato Grosso         | 29 746 934     | 16      | 47 700,88           | 7       |
| Maceió         | Alagoas             | 27 484 016     | 17      | 26 642,2            | 23      |
| Natal          | Rio Grande do Norte | 24 186 261     | 18      | 26 972,28           | 21      |
| Teresina       | Piauí               | 23 895 231     | 19      | 27 430,28           | 18      |
| Florianópolis  | Santa Catarina      | 23 555 034     | 20      | 45 608,98           | 9       |
| João Pessoa    | Paraíba             | 22 244 284     | 21      | 26 938,78           | 22      |
| Porto Velho    | Rondônia            | 20 059 521     | 22      | 36 541,49           | 13      |
| Aracaju        | Sergipe             | 18 405 677     | 23      | 27 364,4            | 19      |
| Boa Vista      | Roraima             | 13 493 364     | 24      | 30 906,19           | 17      |
| Macapá         | Amapá               | 12 938 060     | 25      | 24 768,62           | 25      |
| Rio Branco     | Acre                | 10 955 674     | 26      | 26 119,02           | 24      |
| Palmas         | Tocantins           | 10 333 418     | 27      | 32 977,35           | 15      |